# 安润生
安润生（1963年9月—），男，汉族，山西原平人，中华人民共和国政治人物。现任内蒙古自治区政协副主席，内蒙古自治区工商业联合会主席。